# Kertész Sándor (labdarúgóedző)
Kertész Sándor (? – ?) egykori magyar atléta, labdarúgó, labdarúgóedző, tisztviselő. Ő volt az MTK első bajnokcsapatának az edzője.

## Pályafutása

### Sportolóként
Kertész 1895 és 1908 között volt az MTK tagja. Atletizált és futballozott, 1901. október 20-án a BTC ellen tagja volt az első MTK csapat összeállításának (Révész Árpád – Auerbach Rezső, Weisz Ármin – Frank Imre, Roóz Imre, Ságody Ervin – Freund Henrik, Tausz Vilmos, Kertész Sándor, Herquett Rezső, Káldor Lipót).

### Edzőként és tisztviselőként
1897-ben ő kezdeményezte az MTK labdarúgó-szakosztályának megalapítását, amely végül 1901. március 12-én alakult meg Kertész vezetésével. A klub 1902-ben második helyezést ért el a másodosztályban, így feljutott az élvonalba. 1903-ban a csapat bronzérmes lett, egy évvel később, 1904-ben Kertész vezetésével bajnoki címet ünnepeltek. 1907-ben Szüsz Hugó vette át a csapat irányítását. Kertész az MTK-n kívül póttagja volt a Magyar Úszószövetség tanácsának.

## Sikerei, díjai

### Edzőként
- Magyar bajnokság
  - bajnok: 1904